# Andrija Artuković

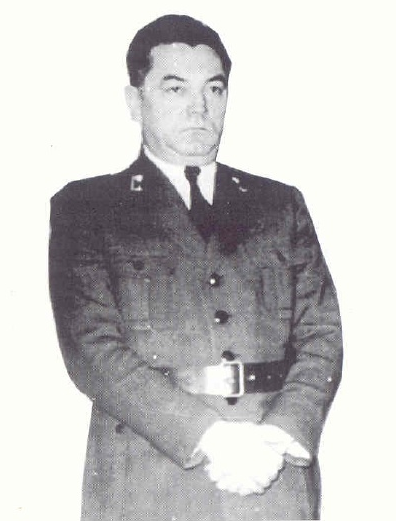
Andrija Artuković

Andrija Artuković (29 de novembre de 1899- 16 de gener de 1988) va ser un advocat i polític croat membre el moviment ústaixa, condemnat per crims de guerra comesos a l'Estat independent de Croàcia (NDH), del qual en fou Ministre de l'Interior (1941) i Ministre de Religió i Educació (1942-1943). Va néixer a Klobuk, prop de Ljubuški (a Bòsnia i Hercegovina, que aleshores pertanyia a Àustria-Hongria), i va iniciar els seus estudis en un monestir franciscà a Široki Brijeg, a Hercegovina. Posteriorment, va ingressar a la Facultat de Dret de Zagreb.
El 1929, va integrar-se al moviment Ústaixa, i dirigir una rebel·lió fallida a Lika, fugint després a Itàlia. El 1934 fou detingut amb relació a l'assassinat del rei Alexandre I de Iugoslàvia, però va ser posat en llibertat. El 1941, Artuković va ser nomenat Ministre de l'Interior del nou NDH. Va participar activament en l'obertura de camps de concentració com el de Jasenovac, i en l'assassinat en massa de serbis, jueus, gitanos, partisans i d'altres minories Per aquests fets, va ser conegut amb el sobrenom de "Himmler dels Balcans". Va participar en la majoria d'actes importants del NDH al costat d'Ante Pavelić, inclosa la visita que els ústaixes van fer a Adolf Hitler el 7 de juny de 1941.
Després de la guerra va evadir-se a través de les ratlines vaticanes cap a Suïssa i Irlanda amb el pseudònim d'Alois Aniche. Amb documentació irlandesa, viatjà a Califòrnia, on va viure a Seal Beach fins a mitjans de la dècada de 1980. Les autoritats iugoslaves van sol·licitar la seva extradició per jutjar-lo per crims de guerra. L'extradició va ser suspesa per un jutge d'immigració, i deixada de banda durant dues dècades, a causa de la pressió dels croats nord-americans i l'Església Catòlica, però va reactivar-se després d'una llarga batalla legal. Finalment va ser extradit el febrer de 1986 i jutjat a Zagreb. El tribunal va emetre una sentència de mort el 14 de maig de 1986, però un any després les autoritats va dictaminar que estava massa malalt (amb demència senil) per a ser executat. Va morir de causes naturals en un hospital de la presó a Zagreb el 18 de gener de 1988, als 88 anys. Mai, ni durant el seu judici, va mosatrar senyals de penediment:
| «                                                  | Els camps no van ser creats sense motiu, només per divertir-se. […] Si van ser creats és perquè eren necessaris, no fou sense raó. Els partisans i els comunistes duien a terme activitats perilloses contra la gent i Croàcia. Volien destruir l'Estat de Croàcia. | » |
| — Andrija Artuković, durant el seu judici a Zagreb | |   |